# Lamproblatta zamorensis
Lamproblatta zamorensis är en kackerlacksart som först beskrevs av Giglio-Tos 1898.  Lamproblatta zamorensis ingår i släktet Lamproblatta och familjen storkackerlackor. Inga underarter finns listade i Catalogue of Life.